# Saint-Jean-les-Deux-Jumeaux
Saint-Jean-les-Deux-Jumeaux is een gemeente in het Franse departement Seine-et-Marne (regio Île-de-France) en telt 1193 inwoners (2005). De plaats maakt deel uit van het arrondissement Meaux.

## Geografie
De oppervlakte van Saint-Jean-les-Deux-Jumeaux bedraagt 13,2 km², de bevolkingsdichtheid is 90,4 inwoners per km².
De onderstaande kaart toont de ligging van Saint-Jean-les-Deux-Jumeaux met de belangrijkste infrastructuur en aangrenzende gemeenten.

## Demografie
Onderstaande figuur toont het verloop van het inwonertal (bron: INSEE-tellingen).